# Armonía (Las Tres Gracias)
Armonía (Las Tres Gracias) es un óleo sobre tabla pintado entre 1541 y 1544 por el artista alemán Hans Baldung, conservado en el Museo del Prado.
El trabajo, en formato vertical y tamaño casi natural, es una pintura alegórica que forma pareja o pendant con la conocida Las tres edades y la Muerte. En el reverso de esta obra, constaba una inscripción en latín, luego perdida, informando que fueron un regalo del conde Federico de Solms a Juan de Ligne, duque de Brabante, en la ciudad de Fráncfort, el 23 de enero de 1547. Ambas obras fueron luego adquiridas por el rey Felipe II. En 1814 se hallaban en el Palacio Real, desde donde pasaron al Museo del Prado. En 2022, ambas obras han sido restauradas y muestran de nuevo su colorido real, opacado durante décadas por capas de barniz oxidadas.
El contenido alegórico y moralizante del conjunto es evidente, formando una contraposición entre la plenitud de la vida, en esta tabla, representada por la belleza, simbolizada por las Tres Gracias, y la armonía, a la que aluden las partituras e instrumentos musicales, y lo efímero de la propia vida y placer ante la inevitable decadencia y muerte, representado en la otra tabla a la derecha.
En un plano cercano y de cuerpo entero aparecen las Tres Gracias, la de la izquierda leyendo un libro de música mientras las otras dos miran de reojo significativamente a la derecha. Las acompañan tres amorcillos, el de delante sentado con una partitura musical y un cisne, ave asociada desde la antigüedad a la música y el amor. Se encuentran en un bosquecillo a la luz de la luna, con un laurel detrás. Los instrumentos de cuerda, el laúd en la mano de la joven a la derecha, la viola en el suelo, aluden a la armonía con la naturaleza pero la serpiente que se enrosca en el laurel, símbolo cristiano del Pecado Original, recuerda que nada en el mundo terrenal puede llegar a disfrutarse plenamente, pues el mal acecha constantemente.